# De Braak (Paterswolde)

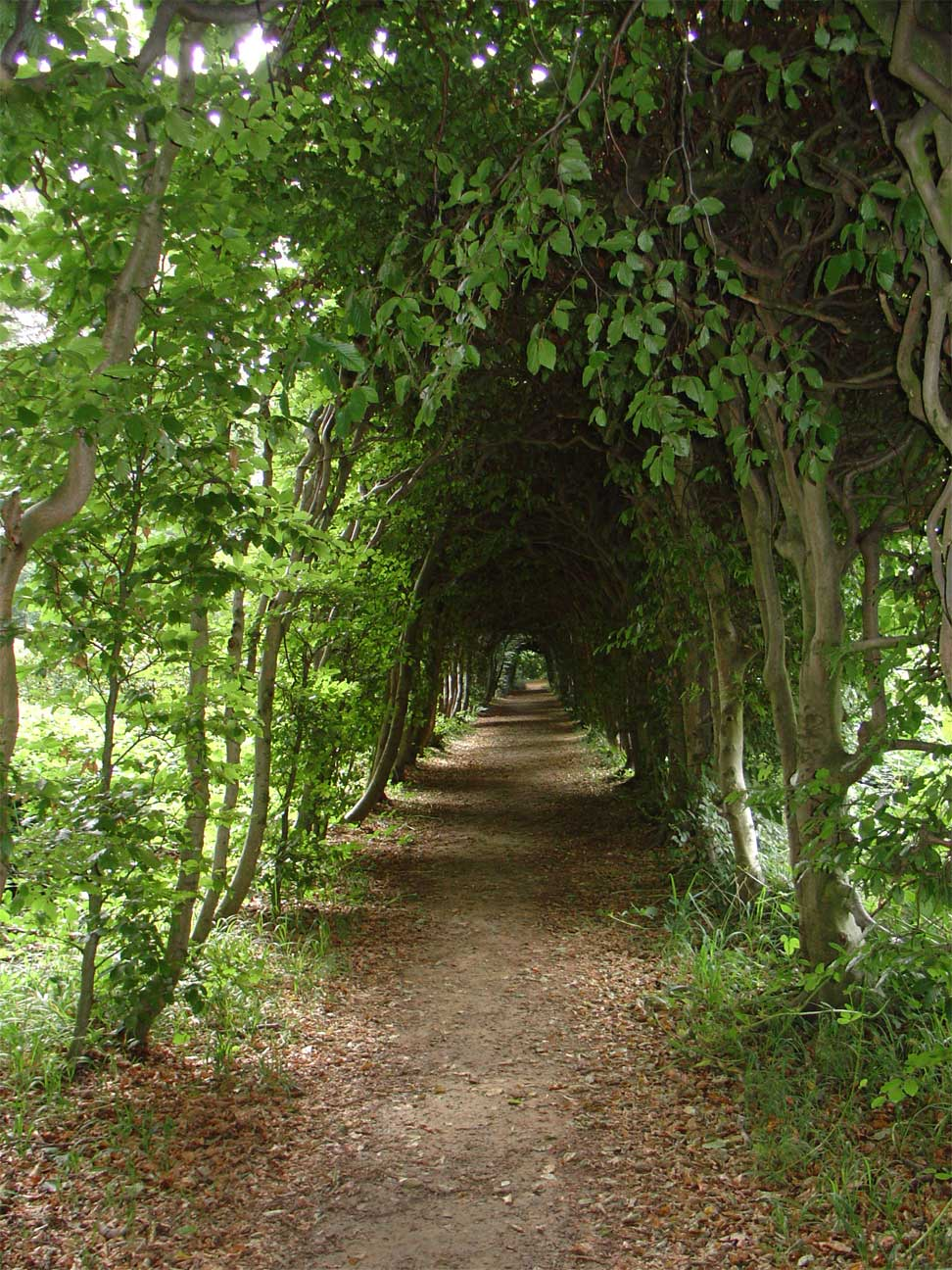
berceau in landgoed De Braak

De Braak is een landgoed van 29 hectare van Natuurmonumenten aan de noordzijde van Paterswolde, bestaande uit parkbos, weilanden en gemengd bos.

## Geschiedenis
Omstreeks 1700 was landgoed De Braak in bezit van Luitenant ter Voet van Schelfhorst, echtgenoot van de Duitse Fräulein Von Braake. Wellicht was zij de naamgever van het landgoed. Een andere verklaring voor de naam is dat het afgeleid zou zijn van broek, drassig land. De Braak werd in 1705 verkocht aan de landschrijver van de Landschap Drenthe Lucas Nijsingh en zijn vrouw Arendina Emmius. Het huis werd bewoond door hun zoon Samuel Nijsingh. Na het overlijden van Lucas Nijsingh werd De Braak geërfd door zijn kleinzoon Lucas Trip, burgemeester van Groningen.
Het huis had vervolgens verschillende eigenaren. Omstreeks 1800 werd de familie Heeslink eigenaar. De olieslager Abraham Hesselink gaf omstreeks 1825 de opdracht aan de tuinarchitect Lucas Pieters Roodbaard om een park op het landgoed aan te leggen. Hesselink en zijn zonen bezaten in Paterswolde, naast de Braak, het Huis te Paterswolde (ook de Nijborg genoemd) en Noordwijk (ook Postwijk genoemd). Na vader Abraham Hesselink woonde zoon Dirk Hesselink, die wethouder van Eelde was, op De Braak. Na zijn overlijden kwam De Braak in 1889 in het bezit van de Groninger industrieel Jan Evert Scholten die het huis liet afbreken.
In 1920 werd het landgoed verkocht aan Natuurmonumenten. Daarvoor had de familie Scholten het park al opengesteld voor publiek tegen betaling van een entreegeld van 10 cent. De opbrengst ging deels naar het W.A. Scholtenkinderziekenhuis en deels naar de armen van Paterswolde.

## Het landgoed
Begin 19e eeuw is het parkbos in landschapsstijl ontworpen door de tuinarchitect Roodbaard, met kronkelende laantjes en sierlijke vijvers. In De Braak bevindt zich een doolhof en berceau.
In de omgeving staat het landgoed bekend om zijn roekenkolonie van wel 400 paar, en de blauwe reigerkolonie van 30 paar. De eeuwenoude bomen dienen als onderdak voor veel vleermuizen.
In het voorjaar trekken vele duizenden padden vanuit het nabijgelegen Eelderdiep en het Kluivingsbos naar de vijvers van De Braak om er hun kikkerdril af te zetten. De gazons van het landgoed worden als hooiland beheerd; door het maaisel af te voeren, blijft de grond arm en groeien er bijzondere planten zoals vrouwenmantel, hemelsleutel en gevlekte orchis. In het voorjaar bloeien er veel stinsenplanten zoals holwortel, sneeuwklokje, bosanemoon en sterhyacint.
Na de Tweede Wereldoorlog is er een hertenkamp gesticht op de Braak. Aanvankelijk werden er edelherten gehouden die van de Veluwe afkomstig waren. Nadat deze dieren ongeschikt bleken voor een verblijf in een kleine ruimte, zijn ze vervangen door damherten. Deze hebben tot 2004 op de Braak geleefd. In dat jaar heeft Natuurmonumenten het hertenkamp opgeruimd, omdat men geen wilde dieren achter gaas wilde houden en het jaarlijks afvoeren van overtollige dieren een bezwaar werd. Ook bleek de ondergrond (keileem) ongeschikt, waardoor het grasland veranderde in een pitrusruigte. Tegenwoordig grazen er op de Braak zeldzame runderen, zoals de blaarkop en de lakenvelder.

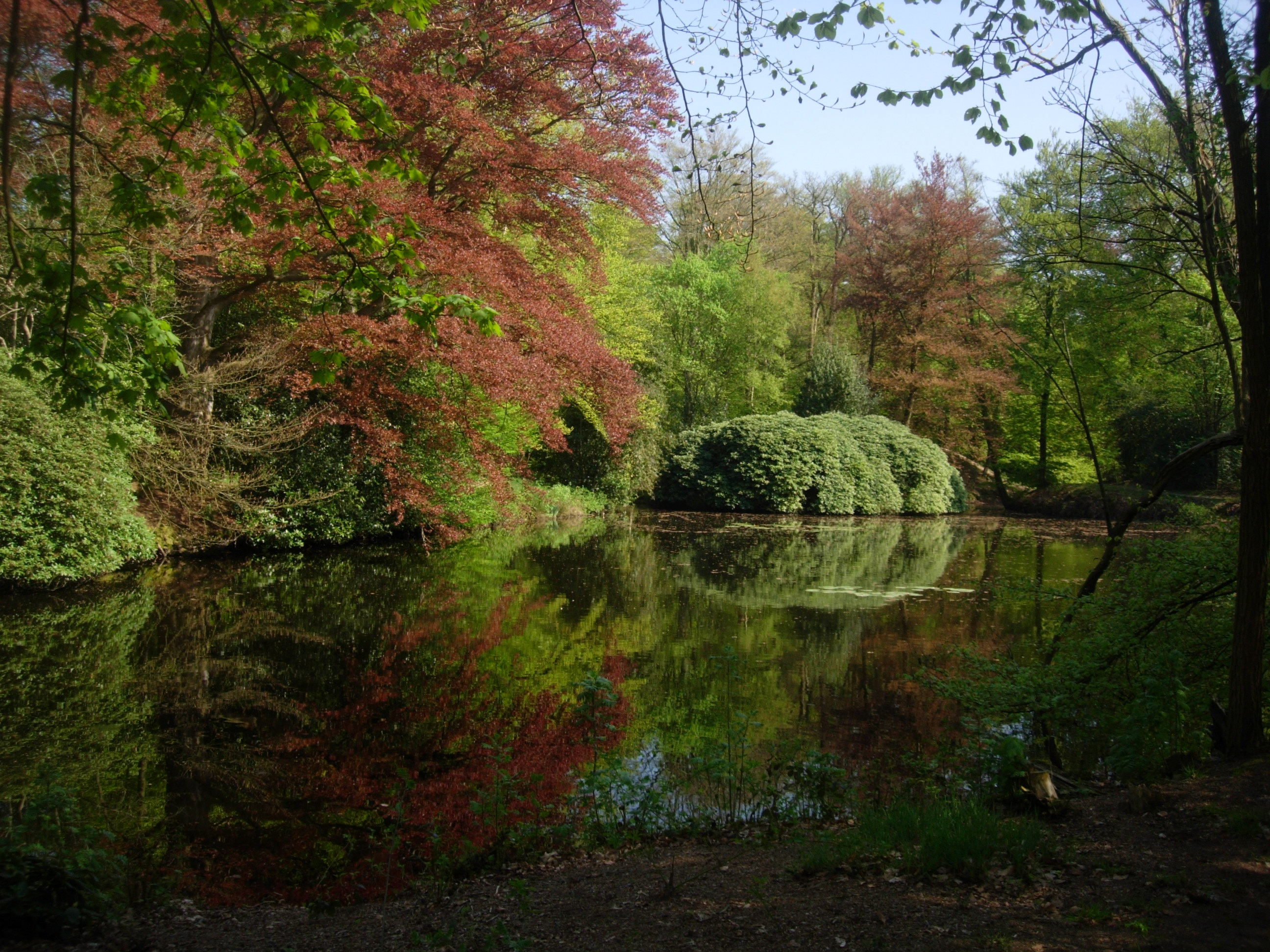
Een van de vijvers
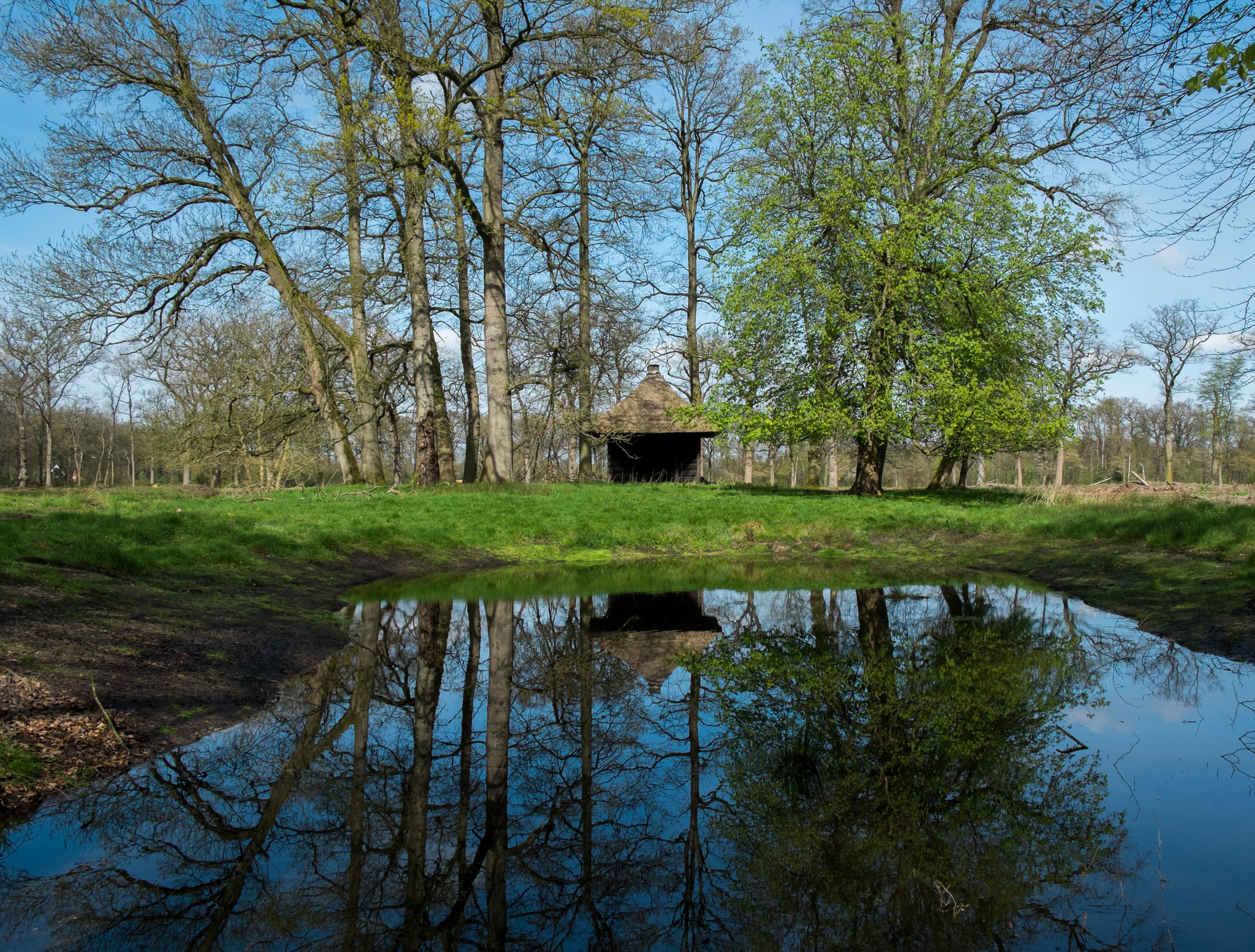
Half-open landschap
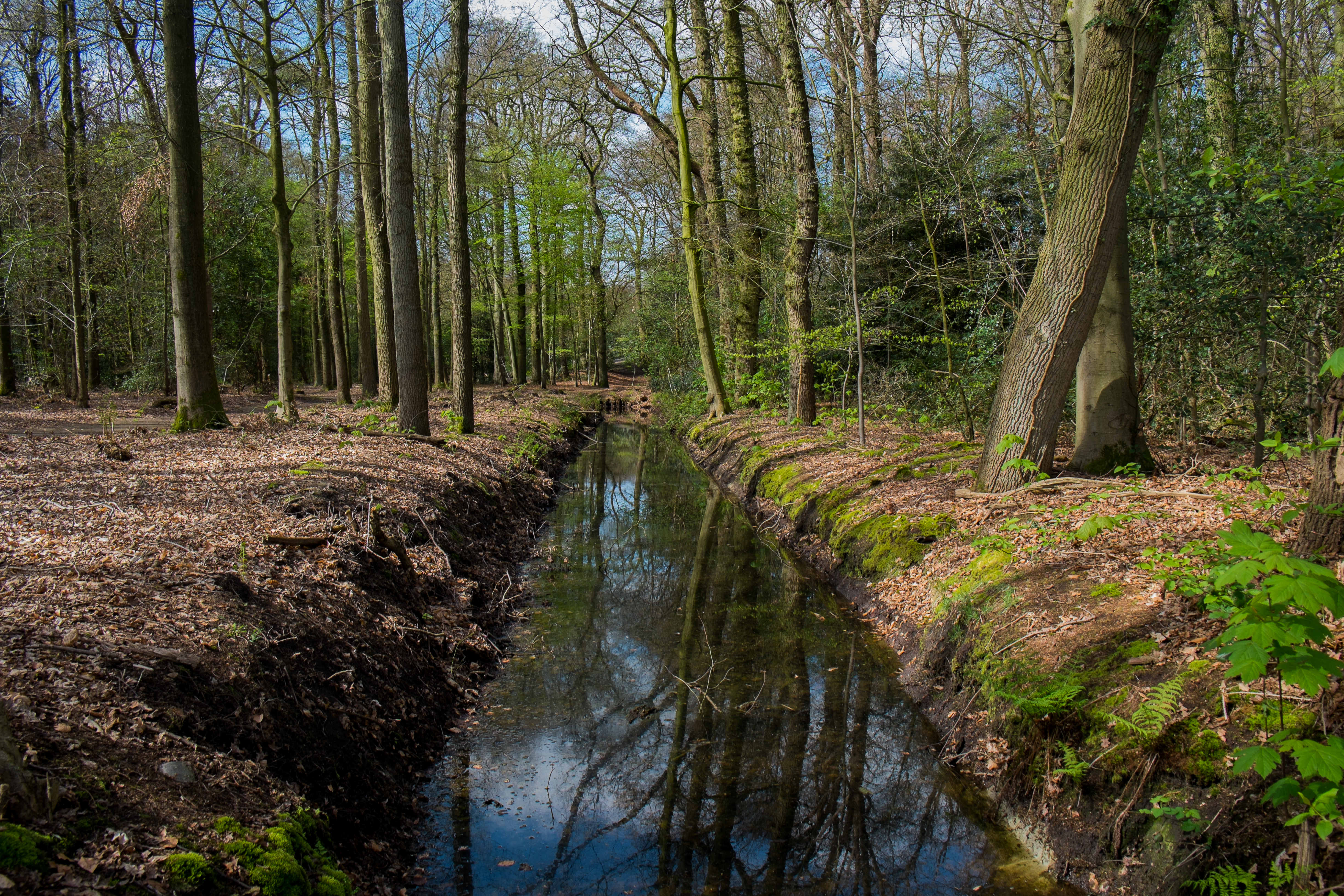
Waterloop in het bosgebied van De Braak
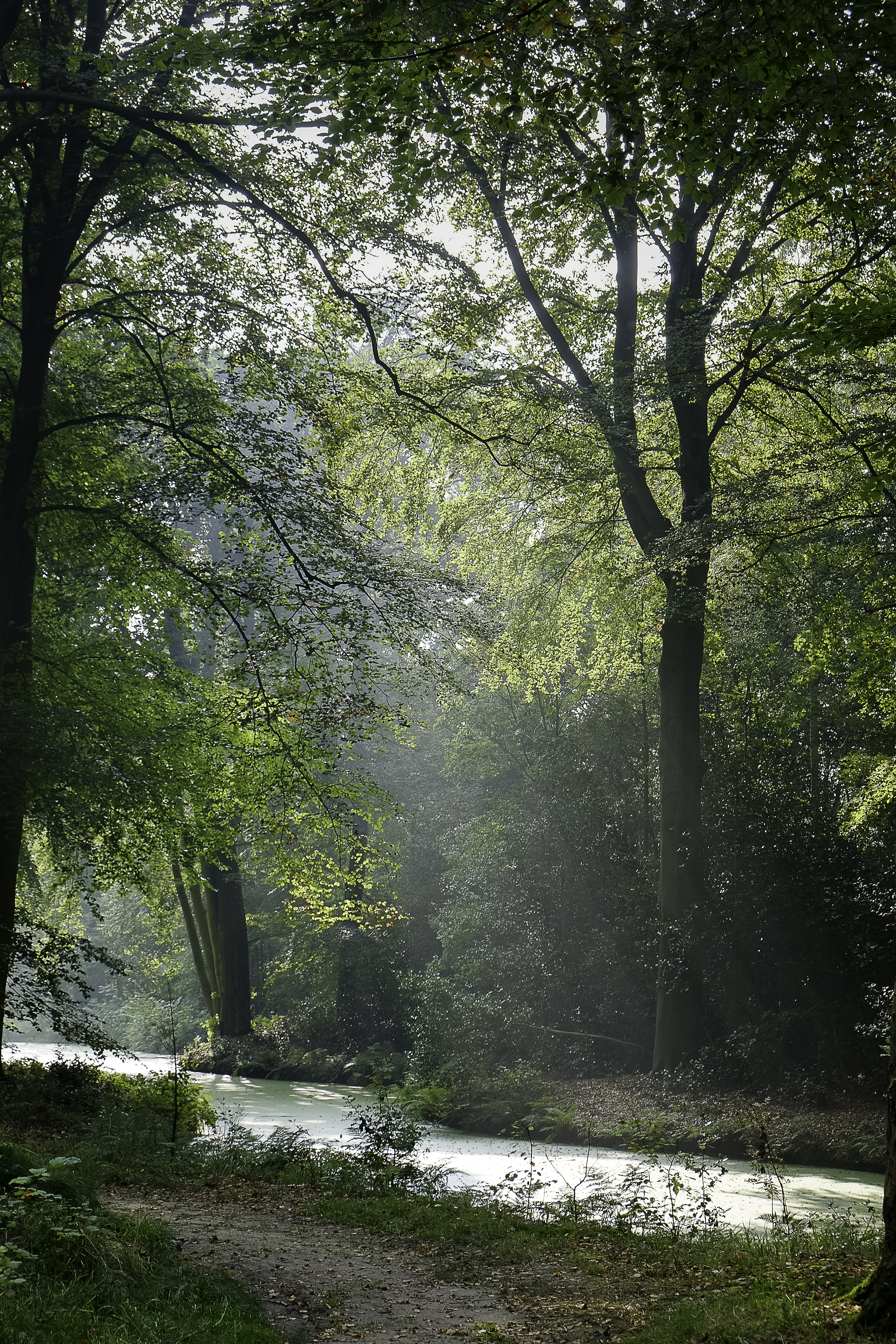
Wolkenstralen